# Се Линъюнь
Се Линъю́нь (кит. трад. 謝靈運, упр. 谢灵运, пиньинь Xiè Língyùn, 385—433) — китайский государственный деятель и поэт империи Цзинь.

## Жизнеописание
Родился в 385 году в уезде Янся округа Чэньцзюнь (современный уезд Тайкан городского округа Чжоукоу провинции Хэнань). Происходил из аристократической семьи военных и наследственных чиновников. Рано потерял отца, Се Хуана. Под влиянием этого ушёл в буддистский монастырь, из которого вернулся лишь в 399 году.
Вскоре после этого, в 406 году, был принят на государственную службу и получил титул гуна. Тогда же получил должность в провинции Хэнань. Однако служба была непродолжительной. В то время начались восстания, которые значительно ослабили империю. В 413 году помогал генералу Лю Юю подавить восстание на юге. Впоследствии Лю Юй захватил власть, став фактическим правителем империи. Се Линъюнь продолжал поддерживать императоров рода Сыма, поэтому на некоторое время сохранил влияние при дворе и в 416 году вошёл в правительство. После того, как в 420 году Лю Юй сверг династию, правившую в Цзинь, и основал империю Лю Сун, семья Се потеряла влияние. Самого Линъюня понизили в титуле — с гуна до хоу. Впоследствии его отправили в ссылку в город Юньцзи (современный Вэньчжоу в провинции Чжэцзян). В 421 году Се ушёл в отставку, ссылаясь на ухудшение здоровья.
Он поселился в своем имении, где жил до 426 года, когда был вызван ко двору нового правителя Вэнь-ди. Находился при дворе до 428 года. После вернулся домой, однако в 430 году был вынужден вернуться ко двору, чтобы опровергнуть подозрения в участии в заговоре. В 431 году был отправлен в ссылку в современную провинцию Цзянси, а в 432 году был переведён в Гуанчжоу. В 433 году правитель государства Лю Сун Вэнь-ди казнил Се Линъюня по подозрению в восстании в Гуанчжоу.

## Творчество
Основным жанром, в котором творил Се Линъюнь, был «ветер и поток» (кит. упр. 风流). Он был мастером пейзажной лирики, в основном описывал горы и ручьи, поля и сады. Самыми известными произведениями являются «Фу после возвращения с гор». Также известно стихотворение «При восхождении на городскую башню» (кит. упр. 登池上楼), а фраза из этого стихотворения «у водоема вырастает весенняя трава» (кит. упр. 池塘生春草) стала крылатым выражением, обозначающим братскую дружбу и помощь. Эту фразу Се Линъюнь придумал, когда во сне увидел своего брата Се Хуэйляня, о чем повествуется в трактате Чжун Жуна «Категории стихов» («Ши Пинь»). Некоторую часть его наследия составляют стихи, где отражены современные ему политические события. Первое собрание сочинений вышло при династии Сун; оно состояло из 19 свитков-цзюаней.

## Изобретение
Во времена, когда Се Линъюнь не занимал государственных должностей или не был при дворе, он много путешествовал. Для большего удобства передвижения он изобрёл особый тип деревянных башмаков с шипами (кит. упр. 谢公屐, пиньинь xiègōngjì, палл. сегунцзи) которые мог регулировать в зависимости от того, шёл ли он вниз или вверх по склону горы. Об этом повествуется в главе «Жизнеописание Се Линъюня», помещённой в 67 цзюане «Книги Сун».